# Fausto Pinato
Fausto Ruy Pinato (Fernandópolis, 1 de junho de 1977) é um advogado e político brasileiro, atualmente filiado ao Progressistas.

## Vida pessoal
Nascido em Fernandópolis, é filho de Edilberto Donizeti Pinato e Antônia Ruy Cogo Pinato. É cristão evangélico, onde foi músico na Congregação Cristã no Brasil. Seu irmão, Gustavo Pinato, já foi eleito vereador de Fernandópolis.

## Carreira política
Filiado ao PP, Pinato foi eleito deputado federal por São Paulo, nas eleições estaduais de 2014 por conta da votação de Celso Russomanno.
Foi designado relator do processo de quebra de decoro parlamentar, no Conselho de Ética da Câmara dos Deputados, contra o deputado Eduardo Cunha, então presidente da Câmara, mas renunciou à vaga de membro titular, sob o argumento de que o lugar pertencia ao PRB, partido que ele deixou ao migrar para o PP.
Em março de 2016, Pinato deixou o PRB e se filiou ao PP.
Em julho de 2016, lançou sua candidatura para concorrer a vaga de Presidente da Câmara dos Deputados do Brasil no entanto desistiu horas antes da votação.
Votou a favor do Processo de impeachment de Dilma Rousseff. Já durante o Governo Michel Temer, votou a favor da PEC do Teto dos Gastos Públicos. Em abril de 2017 foi favorável à Reforma Trabalhista. Em agosto de 2017 votou contra o processo em que se pedia abertura de investigação do presidente Michel Temer, ajudando a arquivar a denúncia do Ministério Público Federal. Na sessão do dia 25 de outubro de 2017, o deputado, mais uma vez, votou contra o prosseguimento da investigação do presidente Temer, acusado pelos crimes de obstrução de Justiça e organização criminosa. O resultado da votação livrou o Michel Temer de uma investigação por parte do Supremo Tribunal Federal (STF). Em fevereiro de 2019 tomou posse para mais um mandato como deputado federal.

## Controvérsias

### Financiadores de Campanha
Entre as empresas doadoras em sua campanha eleitoral estão: Constran, Construcap e Queiroz Galvão, todas investigadas na Operação Lava Jato. O seu patrimônio declarado em 2014, foi de R$ 117 mil.

### Alegação que Jair Bolsonaro possa ter "Problema Mental"
Como presidente da Frente Parlamentar Brasil-China, Fausto Pinato criticou o governo federal por falas direcionadas ao país asiático, onde o Presidente Jair Bolsonaro, alegava que a China usava a Covid-19 como Arma Química, causando desconforto.
A Alegação foi rebatida por Pinato, com a seguinte declaração:
“Estou preocupado sobre um possível desvio de personalidade da maior autoridade do Brasil. A meu ver, não se trata de uma pessoa irresponsável, desequilibrada e sem noção de mundo. Na verdade, pode tratar-se de uma grave doença mental que faz o nosso presidente confundir realidade com ficção”.

### Suspeitas de corrupção
Em fevereiro de 2019, o deputado federal Fausto Pinato foi afastado do comando da Companhia de Entrepostos de Armazéns Gerais de São Paulo (Ceagesp) após uma série de denúncias incluindo superfaturamento de contratos e falta de transparência na prestação de contas.
De acordo com matéria publicada na Folha de S.Paulo, a Ceagesp encerrou o ano de 2018 com um rombo de R$ 35,2 milhões — um gasto de R$ 141,5 milhões ante uma receita de pouco mais de R$ 111 milhões.

## Condecorações
| Insígnia | País   | Honra                                 | Data                   |
| -------- | ------ | ------------------------------------- | ---------------------- |
|          | Brasil | Grande Oficial da Ordem de Rio Branco | 21 de novembro de 2023 |